# MG 45
La MG 45 (també coneguda com a MG 42V) era una metralladora de propòsit general que comptava amb la base de la MG42. Va ser dissenyada i produïda a l'Alemanya Nazi durant la Segona Guerra Mundial, per l'ús de la Wehrmacht, encara que no va entrar mai en servei oficialment.

## Característiques principals
La MG 45 és una variant de la MG 42. Les dues metralladores eren bàsicament iguals però amb l'excepció que en disparar la MG 45 no tancava completament la recambra, i això li donava una cadència de foc bastant més alta, i una producció més senzilla. L'any 1945, les retallades en materials del Tercer Reich van fer que es desenvolupés una nova variant de la MG 42, per afrontar aquestes faltes de materials, i va sorgir la MG 45 (o MG 42V). Aquesta tenia un sistema de foc diferent, que utilitzava un sistema de retrocés diferent del de la MG 42. Per aquesta raó, la MG 45 es considera com una arma diferent. Utilitzaven menys ferro per a construir-la, i així van aconseguir reduir el seu pes a 9 kg alhora que es conservava el sistema de forrellat lateral. Les primeres proves es van fer el juny de 1944, però el seu desenvolupament va anar caient, fins que només es van completar 10 d'aquestes metralladores. En les proves, les MG 45/42V van disparar unes 120.000 bales, a una cadència d'unes 1.350 bales per minut. La MG 45 va tenir gran influència en el desenvolupament de nous sistemes de retrocés en la postguerra, com els produits per CETME i Heckler & Hoch.